# Иосе Галилейский
Иосе Галилейский (др.-евр. ר׳ יוסי הגלילי‬) — иудейский таннай I—II веков; современник и младший товарищ раввинов Акивы, Тарфона (ЕЭБЕ) и Элеазера бен-Азарьи (ЕЭБЕ), членов Ямнинской академии. По-видимому, Иосе был единственным из Галилеи в академии, почему и назван по своей родине.
Отличался высокой нравственностью; упоминается, как праведный старик, молитва которого во время бездождия должна быть услышана Богом. Общераспространённое восклицание «О, Иосе Галилейский, излечи меня!» встречается ещё в X веке — об этом восклицании упоминает караимский писатель Сагл бен-Мацлиах (ЕЭБЕ).

## Религиозная деятельность
Благодаря глубоким познаниям, Иосе возбудил зависть своих товарищей, которые в шутку прозвали его «учёным». Акива сначала не считал даже нужным вникать в высказанные Иосе положения и отвечать на его вопросы, но Иосе своими выдающимися познаниями достиг того, что сам Акива стал признавать его и относиться к нему с уважением. Победа Иосе в галахическом споре над новатором Акивой, который, очевидно, возбудил тогда неудовольствие коллегии своей галахической реформой, вызвала со стороны старейшего в коллегии, рабби Тарфона, восторженную похвалу по адресу Иосе.
Хотя Иосе был приверженцем старой галахи, однако, в галахической герменевтике стоял на стороне Акивы в споре последнего с рабби Исмаилом.
В согласии с духом Ямнинской академии, отдавшей предпочтение галахе перед агадой, Иосе посвятил себя исключительно галахе, в которой отличился, и впоследствии мы встречаем его имя среди четырёх старейшин (ארנעה זצנים‬), которые, по-видимому, были руководителями еврейского народа.
Иосе был склонен к облегчительным толкованиям; он разрешил варить мясо птицы в молоке, что не дозволялось (Исх. 23:19) ни одним из учёных иудеев.